# 중국 육군총사령부
동맹국 중국 전구 중국 육군총사령부(중국어 정체자: 同盟國中國戰區中國陸軍總司令部), 간략하게 줄여서 육총(陸總)은 제2차 세계 대전 중 중일 전쟁 말기 1944년 12월 1일에 설립된 국민정부 군사위원회 산하 국민혁명군의 최고위 지상군 사령부이다. 전쟁 이후, 중화민국 정부의 수립과 중화민국 육군의 성립에 따라 현재의 육군사령부로 이어지고 있다.

## 개요
국민혁명군의 육군 총사령부였지만, 국민혁명군 전체에 대한 지휘통제권한을 가진 것은 아니였고, 서남의 각 전구부대에 대한 지휘와 훈련을 맡았다. 그리고 연합국인 중국 남서부의 미국 중국 전구군(USF, CB), 영국 동남아시아 사령부의 주버마 영국군과 협조하였다.

## 역사

### 중일 전쟁
중일 전쟁 말기의 1944년 12월에 윈난성 쿤밍시에 설립되었다. 국민정부 군사위원회의 군정부장이었던 1급상장 허잉친을 육군총사령관으로 임명하고, 항일전쟁 제4전구, 제5집단군 쿤밍방수사령부, 귀주-광시-후난 및 윈난-베트남 변경구역(邊區)의 통제권한을 부여하였다.
1945년 2월, 후방근무총사령부를 창설하고 미국 중국 전구군에서 완전한 통제권한을 가지고 육군총사령부의 모든 부대에 군수품를 보급하였다. 그리고 같은 해 4월까지, 항일전쟁 제4전구를 제3전구에 합병하면서 몇개 전구를 폐지하고, 4개 방면군으로 정리하면서 각급 사령부의 조직를 미군의 G1-G4(행정인사, 작전, 정보, 군수) 조직 구조를 본따서 군 본부, 부관 군무 등의 6~8개 처로 정리하였다.
1945년 육군총사령부 본부를 구이양으로 옮길 예정이었으나, 4월 초순과 6월 초순 사이에 후난성 서부에서 일어난 샹시 회전으로 후난성 즈장에 설치하였다.

### 종전 이후
1945년 8월 15일에 일본의 항복이 선포되자, 즉각 선발대를 난징에 보내어 전진지휘소를 설치하였다. 옛 중앙육군군관학교로 9월 9일에 도착한 뒤, 중국 전구에서의 연합국 대표로서 제2차 세계 대전 중국 전구 항복의식을 하였고, 주중 일본군의 항복을 받아내고 포로를 모으기 위해 곳곳에 회유공서를 설치하였다.
국민정부는 입헌주의에 따라 중화민국 정부를 수립하였고, 1946년 5월 31일, 행정원 산하 군정부가 국방부로 재편되었고, 중국 육군총사령부는 다음날 6월 1일 국방부 산하 중화민국 육군총사령부로 재편성되었다.

## 부대
| - 참모장: 蕭毅肅 - 부참모장: 冷欣和, 蔡文治 - 부관처 처장: 陳又新 - 경리처 처장: 金殿策 - 공병지휘부 지휘관: 馬崇六 - 포병지휘부 지휘관: 彭孟緝 - 군법집행감부 군법감: 金奎璧 - 정치부 주임: 李惟果 - 중국 원정군 - 귀주-광시-후난(黔桂湘) 변경구역 - 항일전쟁 제4전구 제27집단군 - 윈난-베트남(滇越) 변경구역 - 제5집단군 - 쿤밍 방수사령부 | - 총사령부 직속 - 제54군 - 신6군 - 쿤밍 방수사령부 - 제5군 - 제8군 - 제1방면군 - 제60군 - 제93군 - 제52군 - 제2방면군 - 제46군 - 제64군 - 제62군 - 제3방면군 - 제26집단군 - 제20군 - 제26군 - 제94군 - 제13군 - 제71군 - 제4방면군 - 제73군 - 제74군 - 제100군 - 제18군 |

## 참고
- 何應欽 (1982). 《日軍侵華八年抗戰史》 (중국어 (대만)). 臺北: 黎明文化事業公司.
- 劉鳳翰 (1987). 《抗日戰史論集》 (중국어 (대만)). 三民書局.